# 華山論劍
華山論劍是香港武俠小說家金庸的武侠小说作品《射雕英雄傳》及《神雕俠侶》裡的橋段，是小說中在武林最頂尖的高手之間在華山上武功比試。在《射雕英雄傳》中，華山論劍確實進行過兩次；另外在《神雕俠侶》第四十回，楊過等人在華山上見一群小嘍囉進行著「第三次华山论剑」，楊過等人在談笑間提及新的天下五絕，實際上他們並未比武。
华山论剑一詞後來廣泛流傳於華文社會，不論文鬥武鬥，均被借喻為頂尖高手過招的重要場合。華山論劍偶而還被用在比喻巨頭級的高峰會談。

## 第一次华山论剑
在《射雕英雄传》中多次以往事被提及，發生時郭靖還未出生，參加者有：
- 黄药师
- 欧阳锋
- 段智兴
- 洪七公
- 王重阳
- 周伯通（觀戰）
- 王處一（觀戰）

5人均是當時天下武功絕顶和最頂尖的高手之一，也是天下武功最高的人之一。天下中除古墓派開山祖師林朝英（當時已死）、「老頑童」周伯通（當時武功雖稍遜於5人，但相差不遠) 、「鐵掌水上飄」裘千仞（自知功力仍遜王重陽，因此謝絕赴會）外基本上已無敵手。他們在华山顶上斗了7天7夜，争夺《九阴真经》。最终全真教的王重阳击败另外4人而获胜。
自此出現「天下五絕」之威名流傳於江湖，此五絕乃：「東邪」黃藥師、「西毒」歐陽鋒、「南帝」段智興、「北丐」洪七公、「中神通」王重陽。
在《神鵰俠侶》中講述古墓派創派祖師林朝英武功卓越，精通剋制全真教武功的《玉女心經》，實力與王重陽難分高下，直到王重陽在第一次華山論劍勝出取得《九陰真經》後，王重陽才得以從中找出破解《玉女心經》的法門，黃藥師曾表示林朝英劍法出神入化，功力通神，若她參與首次華山論劍，說不定王重陽就未必能輕易勝出。
另鐵掌幫幫主「鐵掌水上飄」裘千仞也曾獲邀參與，但因自知武功不及王重陽而借故缺席。

## 第二次华山论剑
出現在《射雕英雄传》的結局部份，與第一次華山論劍相隔了25年，參加者有：
- 黄药师（東邪）
- 欧阳锋（西毒）
- 段智兴/一燈大師（南帝）（最後沒有參與比武提早離開華山）
- 洪七公（北丐）
- 周伯通（最後沒有參與比武提早離開華山）
- 瑛姑（最後沒有參與比武提早離開華山）
- 裘千仞（最後沒有參與比武提早離開華山）
- 郭靖
- 黃蓉（觀戰）

時年王重阳已逝，而郭靖少年英杰刚过20岁，經黃蓉提議下，決定郭靖如果能分別接黄药师及洪七公300招不败，他便能成為天下第一。但後來「西毒」欧阳锋突然出現，他的武功卓绝，亦逆練了九阴真经使其全身筋脉逆转，甚至倒立而行，更以怪招接連打敗了郭靖、黄药师及洪七公3人，成為實際上的天下第一，但馬上就被黄蓉的伶牙俐齿给逼疯了，甚至忘記自己的名字。至于「南帝」段智兴因为出家，法号「一灯」，早已看破名利，故雖到華山之巔卻没有参与这次论剑，最後以佛理降伏並收裘千仞為徒，並賜予法号「慈恩」，之後跟他提早離開華山。而武功實質為天下第一的「老頑童」周伯通，也因害怕遇見瑛姑而退離該次論劍。於《射鵰英雄傳》原文中有提到眾人認為「單以武功而論，倒是瘋了的歐陽鋒略勝一籌」，因此逆練了九陰真經的歐陽鋒被默認為第二次華山論劍的優勝者和天下第一。
另一方面，郭靖因本次論劍於華山重遇因誤會而出走的黃蓉，兩人和好如初，並在論劍後在黃藥師和洪七公面前訂下婚約。在《射雕英雄传》的結局，郭靖離開蒙古後回到中原與黃蓉成親並隱居於桃花島十餘載，期間更生下長女郭芙。

## 第三次华山论剑
在《神雕侠侣》第40回中，华山论剑又一次被提及。楊過等人在擊退蒙古大軍後，去到華山上見一群小嘍囉進行著「第三次华山论剑」，楊過嚇退他們，並與同伴談論新的天下五絕，然而並未進行比武，所以這次只是另一種形式的「论」剑。參加者有：
- 郭靖
- 黃蓉
- 楊過
- 小龍女
- 黃藥師
- 一燈大師
- 周伯通
- 瑛姑
- 郭襄
- 陸無雙
- 朱子柳
- 武氏兄弟（武修文、武敦儒）
- 點蒼漁隱
- 程英

当年的天下五绝中仅只剩下黄药师及一灯大師尚在人世。他們感叹世间人才凋零，遂重订天下五绝为：「东邪」黄药师、「西狂」杨过、「南僧」一灯大師、「北侠」郭靖、「中顽童」周伯通。